# Ꟈ
Ne doit pas être confondu avec D barré.
Le D barré à travers la panse, ou D barré à travers le contrepoinçon (majuscule : Ꟈ, minuscule : ꟈ), est une lettre additionnelle de l’alphabet latin qui était utilisée parfois en latin pour la transcription de noms gaulois. Également nommé D à petit trait couvrant, D barre médiane, il ne doit pas être confondu avec le D barré ‹ Đ đ › qu'il a parfois remplacé. Il est utilisé dans l’écriture cubeo, du daasanach, de l’emberá darién et du moro.
Cette lettre est formée d’un D diacrité avec une barre inscrite, sa barre traverse le centre de la panse de la majuscule et de la minuscule (pour le D barré ‹ Đ đ ›, la barre traverse généralement le fût de la lettre).

## Utilisation

### Gallo-latin
Après avoir utilisé l'alphabet grec les Gaulois utilisèrent l'alphabet latin pour retranscrire leur langue (on parle alors de gallo-latin), mais conservèrent quelques lettres du précédent alphabet pour noter des sons inconnus du second, dont le thêta (Θ) qui serait l'origine de ce caractère. Le son correspond à la /ð/ et proviendrait de l'altération d'un 's' et d'un 'd' consécutifs (dans l'un ou l'autre sens). Il évoluera plus tard vers un double ou simple 's' barré ss, puis vers de simples 's' (signe d'une évolution de la prononciation) ; les Romains appelaient ce signe tau gallicum et lui prêtaient un pouvoir magique.
On le retrouve notamment dans plusieurs inscriptions avec le nom de la déesse Ꟈirona, ou dans les noms Aꟈꟈedomarus, Caraꟈꟈouna, Meꟈꟈignatius, Meꟈꟈilus, Meꟈꟈillus, Meꟈꟈirus, Meꟈꟈirius, Meꟈꟈulus, Meꟈꟈugnatius, Meliꟈꟈius, Teꟈꟈiatus, Teꟈꟈicnius,.

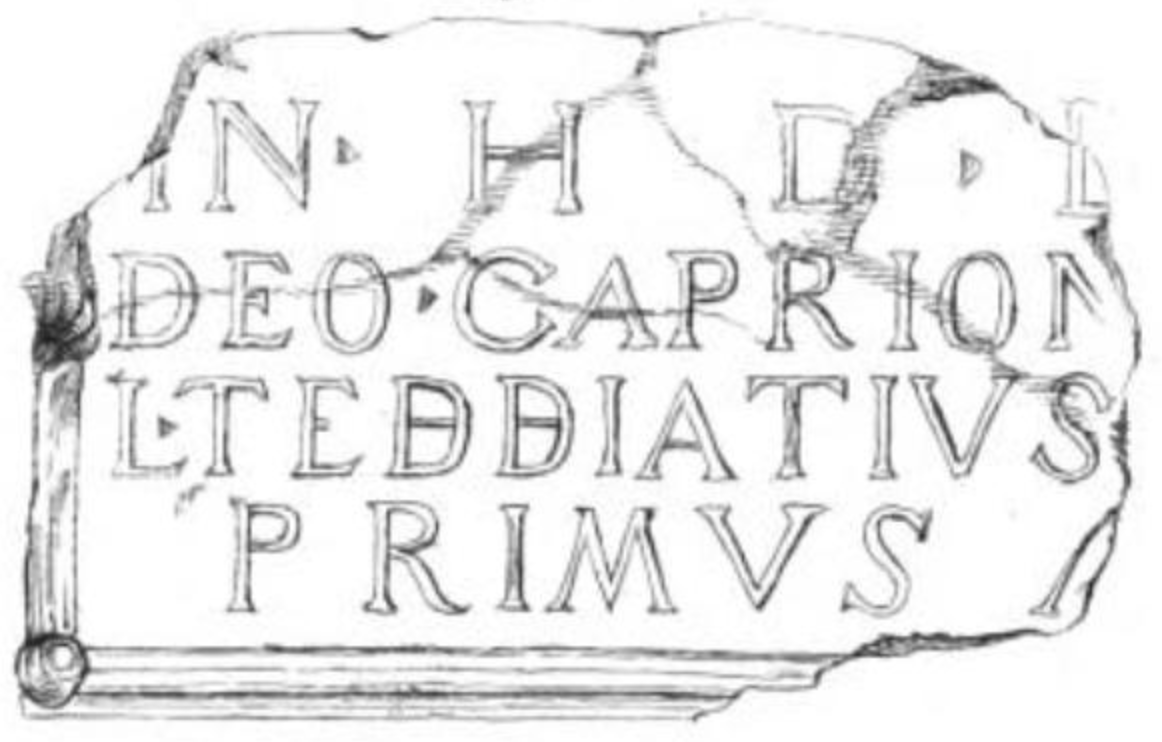
Facsimile d’une inscription épigraphique avec le nom TEꟇꟇIATUS.
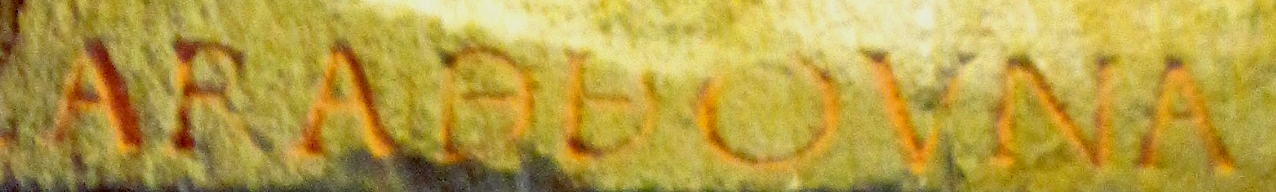
Le nom ARAꟇꟇOVNA sur une tombe gauloise au Musées de la Cour d’Or, Metz.

### D barre médiane
Le D barre médiane a été utilisé comme sigle pour defunctus, dicit, dies, domo ou quingentaria,, en latin sur des inscriptions épigraphiques.

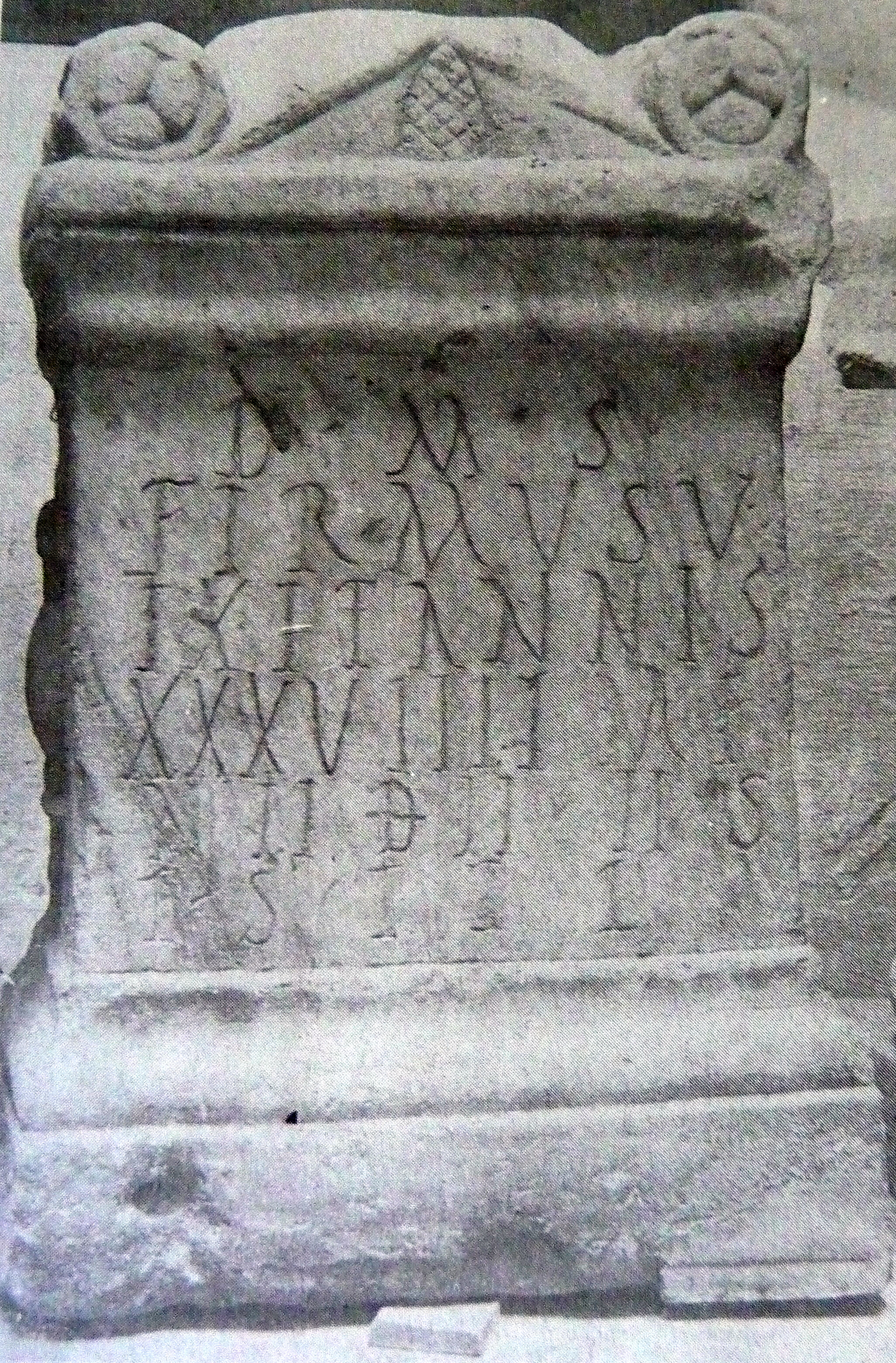
Inscription CIL II 1269 (II 5352) de Villarrasa en Andalousie avec le D barré comme abréviation de dies.

Le D barré à travers la panse ou à travers le contrepoinçon est un graphème utilisé comme lettre de l’alphabet dans l’écriture du cubeo, de l’emberá darién et du moro. Elle formée d’un D diacrité par une barre inscrite horizontale à travers son contrepoinçon. Sa forme minuscule est utilisée comme symbole phonétique par les linguistes américanistes pour représenter la consonne fricative dentale voisée habituellement notée avec le symbole [ð] dans l’alphabet phonétique international.
Elle peut être considéré comme variante de la lettre D barré ‹ Đ, đ › dont la minuscule est barrée à travers son ascendante, ou la majuscule de celle-ci ou des lettres eth ‹ Ð, ð › et D hameçon ‹ Ɖ, ɖ › qui sont barrées uniquement à travers leurs fûts. Le D barré à travers le contrepoinçon peut parfois être barré à travers son fût comme ces majuscules, barré sur toute sa largeur ou barré dans sa courbe uniquement.
Loren F. Bliese utilise le d barré à travers la panse pour représenter une consonne occlusive rétroflexe voisée [ɖ] dans une description de la grammaire afar publié en 1981.
T. F. Mitchell utilise le d barré minuscule ‹ ꟈ › pour transcrire ذ et le d barré majuscule ‹ Ꟈ › pour transcrire ظ dans un ouvrage sur la prononciatin de l’arabe publié en 1990.
En daasanach, le d barré à travers la panse est utilisé. Sa majuscule à la même forme que le d barré (à travers l'ascendante) majuscule ‹ Đ ›, le eth majuscule ‹ Ð › ou que le d hameçon majuscule ‹ Ɖ ›.

## Représentation informatique
Le D barré à travers la panse peut être représenté avec les caractères Unicode suivants :
| Nom usuel                                                              | Glyphe | Point de code Unicode | Nom Unicode français ——— anglais                                                                      | Bloc Unicode                 |
| ---------------------------------------------------------------------- | ------ | --------------------- | --- | ---------------------------- |
| D barré à travers le contrepoinçon (majuscule)                         | OoꟇOo  | U+A7C7                | lettre majuscule latine d à petit trait couvrant ——— latin capital letter d with short stroke overlay | Latin étendu D [U+A720–A7FF] |
| D barré à travers le contre-poinçon (minuscule) également tau gallicum | OoꟈOo  | U+A7C8                | lettre minuscule latine d à petit trait couvrant ——— latin capital letter d with short stroke overlay | Latin étendu D [U+A720–A7FF] |

### Caractères similaires
Les caractères Unicode suivants ont des glyphes similaires ou identiques à ceux du D barré à travers la panse dans certaines polices de caractères ou documents :
| Nom usuel                      | Glyphe                       | Point de code Unicode | Nom Unicode français ——— anglais                                                  | Bloc Unicode                                     |
| ------------------------------ | ---------------------------- | --------------------- | --------------------------------------------------------------------------------- | ------------------------------------------------ |
| D barré, générique (majuscule) | OoĐOo                        | U+0110                | lettre majuscule latine d barré ——— latin capital letter d with stroke            | Latin étendu A [U+0100–017F]                     |
| D barré, générique (minuscule) | OođOo                        | U+0111                | lettre minuscule latine d barré ——— latin small letter d with stroke              | Latin étendu A [U+0100–017F]                     |
| lettre ed (eth)                | OoÐOo la minuscule est OoðOo | U+00D0                | lettre majuscule latine ed synonyme : eth majuscule ——— latin capital letter eth  | Commandes C1 et supplément Latin-1 [U+0080–00FF] |
| D africain, ou D hameçon       | OoƉOo la minuscule est OoɖOo | U+0189                | lettre majuscule latine d africain ——— latin capital letter african d             | Latin étendu B [U+0180–024F]                     |
| d tilde médian                 | OoᵭOo                        | U+1D6D                | lettre minuscule latine d tilde médian ——— latin small letter d with middle tilde | Supplément phonétique [U+1D00–1D7F]              |